# Europäische Schule München
Die Europäische Schule München (ESM) ist eine von dreizehn Europäischen Schulen und eine von dreien in Deutschland und wurde nach den Plänen des Architekten Axel Spellenberg durch Michael Eberl 1980 errichtet. Sie wurde 1977 gegründet und zog 1981 an ihren jetzigen Standort in Neuperlach im Südosten Münchens um. Sie wurde hauptsächlich zur Versorgung von Kindern des Personals des Europäischen Patentamts (EPA), dem Exekutivorgan der Europäischen Patentorganisation, gegründet, ist aber auch offen für die Kinder von Angehörigen anderer europäischer Organisationen sowie einiger Vertragspartner. Private Bewerber werden nur in sehr geringem Umfang zugelassen. Die Schule bietet das Europäische Abitur als Abgangsqualifikation an.

## Zur Schulgeschichte
Während der erste Abiturjahrgang nur 14 Schüler umfasste, nahm die Schülerzahl bald so zu, dass nach dem Umzug von 1981 ab 1994 temporäre Erweiterungen unumgänglich wurden und ein erheblicher Ausbau geplant wurde. 2004 wurde der Europabau für Veranstaltungen mit größerem Publikum errichtet.
Wegen der Erweiterungen des Hauptgebäudes musste 2007 der bisherige Kindergarten abgerissen werden. An der Putzbrunner Straße wurde daher ein neuer Kindergarten errichtet. Die Grundschule wurde um einen dritten Stern erweitert. Infolge der EU-Osterweiterung kamen ab 2004 viele Lehrkräfte aus den neuen Mitgliedsstaaten hinzu und die Anzahl der Klassen wuchs. Das führte 2017 zu einer Jahrgangsstärke von 157 Kandidaten für das Europäische Abitur. Im Fasangarten wurde eine neue Grundschule und ein zweiter Kindergarten eröffnet.

## Publikationen
- Jubiläumsbroschüre: "40 Jahre ESM" (PDF)

## Kunst am Bau
Zur Bestandskunst des 1980 erbauten Schulgebäudes gehört die Platzgestaltung Geschwungenes Steinband des Bildhauers Hans Rucker, die 1981 realisiert wurde.
Anlässlich der Erweiterung der Europäischen Schule München wurde ein zweistufiger, offener Kunst-am-Bau-Wettbewerb von der Bundesanstalt für Immobilienaufgaben ausgeschrieben. Das Preisgericht empfahl zwei künstlerische Entwürfe zur Realisierung.
Das Kunstwerk Onomatopoesie des Künstlerduos Cisca Bogman und Oliver Störmer (STOEBO) wurde 2019 in dem Neubau fertiggestellt. Die Wandgestaltung erstreckt sich über die Wände der Pausenhalle und der fünf Treppenhäuser. Die Arbeit besteht aus einer einzigen, ununterbrochenen sechs Kilometer langen Linie. Es werden Tiere und Wörter dargestellt. Die Wörter sind lautmalerische Begriffe in verschiedenen Sprachen, die den Tieren zugeordnet werden können. Ein bellender Hund macht im Deutschen »wau-wau« und im Französischen bellt er »ouah ouah«.
Die Arbeit curtain – cortina – cohort wurde 2019 von Veronike Hinsberg im Außenraum realisiert. Die drei Toranlagen stellen stilisierte Vorhänge dar. Sie sollen die semipermeable Grenze zwischen Innen und Außen betonen und eine neugierige Erwartungshaltung auf das „Dahinter“ erzeugen.

## Bekannte Schüler
- Bas Kast (* 1973), deutsch-niederländischer Autor
- Christian Keysers (* 1973), deutsch-französischer Neurowissenschaftler
- Peter Pomerantsev (* 1977), britischer Journalist, der in der Sowjetunion geboren wurde